# Per Olof Sundman
Per Olof Sundman (1922 – 1992) fue un escritor y político derechista sueco. 

## Biografía
Sundman nació en Vaxholm. En su juventud fue miembro de Nordisk Ungdom (Juventud Nórdica en sueco), una organización nazi que existió entre 1933 y 1950. Tras la Segunda Guerra Mundial, Sundman se unió al Partido de Centro y fue elegido para el Riksdag. Logró mantener en secreto su pasado nazi hasta después de su muerte, cuando fue revelado.
Per Olof Sundman publicó su primer libro en 1957 y se convirtió pronto en un escritor exitoso, incluso internacionalmente. Su escritura ha sido comparada con la de Ernest Hemingway. En 1968 recibió el Premio de Literatura del Consejo Nórdico y en 1975 se convirtió en miembro de la Academia Sueca, silla 6, que hoy ocupa Birgitta Trotzig.